# Локалита Сан Марко
Локалита Сан Марко је насеље у Италији у округу Агриђенто, региону Сицилија.
Према процени из 2011. у насељу је живело 25 становника. Насеље се налази на надморској висини од 19 м.